# Betty Ross
Elizabeth "Betty" Ross (más tarde Betty Talbot y luego Betty Banner) es un personaje ficticio creado por Stan Lee y Jack Kirby, que aparece en los cómics publicados por Marvel Comics. Hizo su primera aparición en Incredible Hulk # 1 (1962) como un interés romántico de Hulk (Dr. Bruce Banner). Ella es la hija del General Thunderbolt Ross.  Con los años, ha sufrido múltiples transformaciones, incluidas Harpy y Red She-Hulk (Hulka Roja en España) o She-Rulk.
Fue interpretada por Jennifer Connelly en Hulk (2003) y es interpretada por Liv Tyler en la películas del Universo cinematográfico de Marvel: The Incredible Hulk (2008) y Captain America: Brave New World (2025).

## Publicación
Betty Ross apareció por primera vez en The Incredible Hulk #1 (mayo de 1962), fue creada por Stan Lee y Jack Kirby. Ella fue un personaje de apoyo en las diversas series de Hulk durante décadas, sirviendo como su interés amoroso más antiguo. En 1989, Betty Ross Banner recibió una entrada en el The Official Handbook of the Marvel Universe Update '89 # 1.

La interpretación original de Stan Lee para Betty Ross fue de una mujer con voluntad fuerte y mentalidad independiente, aunque convencionalmente amable. A mediados de la década de 1980, el increíble escritor y artista de Hulk, John Byrne, la mostró con una caracterización más asertiva y confrontacional, que permanecería durante el largo periodo de Peter David como escritor de la serie. Betty tiene un aborto involuntario en The Incredible Hulk vol. 2, # 360; aunque esto ocurrió durante la carrera de David en la serie, el número fue escrito por el editor Bob Harras. David recordó: 
La razón por la que me negué a hacerlo fue porque Betty realmente estaba perdiendo a su hijo por una decisión editorial. Lo decidieron los poderes establecidos que Betty y Bruce [Banner] no debían convertirse en padres porque eso haría que los personajes parecieran «demasiado viejos» para los lectores más jóvenes. Mi periodo en el título casi termina con ese número; casi lo abandono por ese motivo. Pero había tantas historias que aún quería contar que al final me quedé, a pesar de que estuve furioso por eso durante un buen rato.
En Hulk vol. 2 #15 (septiembre de 2009), aparece por primera vez como Red She-Hulk, creada por el escritor Jeph Loeb y el artista Ed McGuinness. Loeb dijo: 
Hemos sido muy cuidadosos con la creación de este personaje. Queríamos asegurarnos de que no fue percibida como una idea tonta, que es el recuerdo recuerdo que tengo de la introducción de She-Hulk, antes de que alguien hubiera leído una sola página. Pero el personaje era una versión completamente diferente de Hulk, un Hulk que nunca habíamos visto antes. Jen [Walters] es un personaje maravilloso. Nuestra intención es que Red She-Hulk haga una impresión de igual importancia en el Universo Marvel.
Red She-Hulk también está presente en las historias de Caos War y Fear Itself en 2010 y 2011, respectivamente. Red She-Hulk se convierte en miembro del equipo de superhéroes los Defensores en The Defenders vol. 4 # 1 (diciembre de 2011), escrito por Matt Fraction y dibujado por Terry Dodson. Fraction dijo: 
La forma en que la escribo está en algún lugar entre Indiana Jones y Johnny Knoxville; después de toda una vida de que se peleen por ella y ser tratada como si fuera una pelota de fútbol humana, [ahora] tiene siete pies de estatura y [medidas de] 62-52-62 [pulgadas] o lo que sea y es a prueba de balas. Ella va por ahí dejando estos agujeros en forma de Betty en la pared.
La serie se canceló en noviembre de 2012, después de 12 ediciones.
En octubre de 2012, como parte de Marvel NOW!, Hulk se tituló de nuevo Red She-Hulk a partir del #58 por el escritor Jeff Parker y artista Carlo Pagulayan. Acerca de la serie, Parker dijo: «ella está convencida de una amenaza para la humanidad que es esencialmente, todas las personas como ella. Está en conflicto por perder su propio lado humano y está actuando a gran escala basándose en eso. Pero la cosa es que podría estar en lo correcto".

## Biografía

### Historia temprana
La única hija del renombrado General Thaddeus "Thunderbolt" Ross, Betty pasó sus años formativos firmemente bajo la estricta supervisión de su padre. Después de que su madre muriera durante la adolescencia de Betty, la enviaron a un internado. Después de graduarse, regresó al lado de su padre. Thunderbolt Ross estaba a cargo de un proyecto secreto para crear un nuevo tipo de arma con rayos gamma, conocida como la Bomba Gamma. El científico jefe del proyecto es el Dr. Robert Bruce Banner. Betty queda inmediatamente cautivada por el intelecto de Banner y la manera suave de hablar. Sin embargo, menos de una hora después de su primera reunión, Banner se ve atrapado en una prueba de detonación de la Bomba Gamma y se convierte en el Increíble Hulk. Los esfuerzos de Banner para mantener su condición en secreto de Betty solo sirven para alejarla de él. Luego, el comandante Glenn Talbot la persigue de forma romántica, la nueva ayudante adjunta al grupo de trabajo Hulkbuster de su padre.
Después de que su doble identidad se convierte en conocimiento público, Banner se convierte en un fugitivo cazado. Pero con la ayuda de Reed Richards, Banner puede ganar control sobre sus transformaciones. Banner es indultado y más tarde le propone a Betty. Pero durante la ceremonia de boda, el archienemigo de Hulk, el Líder, hace que Banner se transforme de nuevo en el salvaje Hulk, y Banner, una vez más, se convierte en un fugitivo. El general Ross está gravemente herido cuando Hulk se vuelve loco mientras lucha contra Rhino, y Glenn Talbot le promete a Betty que Hulk pagará por ello.
Como resultado de la boda fallida y la recaída de Banner en Hulk, Betty sufre una crisis nerviosa y es hospitalizada. En un esfuerzo por parte de Hombre de Arena para deshacerse de su forma de cristal, Hombre de Arena le ordena al Dr. Marquand que le brinde un paciente con el mismo tipo de sangre que él, que resulta para Betty Ross. Como resultado de la transfusión de sangre, Hombre de Arena vuelve a su forma anterior, pero Betty recibe las propiedades de vidrio, que Hombre de Arena cree que tarde o temprano la matarán. El padre de Betty recluta al Dr. Leonard Samson para revertir el efecto al desviar las energías gamma y psiónica de Hulk para curar simultáneamente a Bruce y Betty. El resultado los habría curado permanentemente a ambos, si no fuera por Bruce, que se reexponía intencionalmente a la energía Gamma sifoneada, como un medio para combatir a Samson que también lo había hecho, y posteriormente estaba coqueteando con Betty. Esto terminó en Hulk derrotando a Samson. Sin embargo, más tarde, Sansón perseguiría a Hulk.
Al encontrarlo después de una batalla como Hulk, Betty oye murmurar a Banner, "Jarella ... mi amor..." Después de que Banner aparentemente desaparece de la Tierra para siempre, Betty acepta una propuesta de matrimonio de Glenn Talbot. Mientras Betty y Talbot están en su luna de miel, su padre es capturado y enviado a una prisión soviética. Talbot participa en una exitosa misión de rescate, pero es capturado en el proceso, detenido por el Gremlin en Bitterfrost (una instalación soviética de alto secreto en Siberia), y se cree que está muerto.

### Harpy
El villano M.O.D.O.K. la secuestra y la somete a radiación gamma, a un nivel más alto del que Banner había sido sometido, transformándola en una loca y letal criatura híbrida mujer-pájaro llamada la Arpía. M.O.D.O.K. le dice a la Arpía dónde encontrar a Hulk y ella sale volando en busca de él. Ella lo embosca, y después de una larga lucha lo golpea con un rayo. Antes de que ella pudiera llevar a Hulk de vuelta a M.O.D.O.K., fueron secuestrados por la Bi-Bestia a su ciudad en el cielo. Banner acepta reparar las máquinas que hacen que la ciudad flote a cambio de permiso para usar el equipo avanzado para curar a Betty. M.O.D.O.K. llega a la isla e instiga una pelea justo cuando Banner inicia el equipo. No obstante, Banner logra escapar de la ciudad que se derrumbó con una Betty ahora curada.

### Regreso
Talbot es en algún momento rescatado por el General Ross, Clay Quartermain y Hulk. Durante su tiempo en cautiverio por el Gremlin, Talbot fue hecho en una cáscara sin sentido. Con el fin de desbloquear la mente de Talbot, el doctor Leonard Samson tiene a Hulk (que fue Banner bajo el control de un casco especial) desbloquear lo que lo mantenía en un estado sin sentido. El proceso es un éxito. Sin embargo, el matrimonio de los Talbot se vuelve más tenso.
Cuando el general Ross sufre un colapso nervioso, Talbot regresa al ejército como coronel y se revela que había disparado una pistola de rayos que envió el Hulk al universo subatómico después de que el Hulk entró en la base de Gamma en busca de Jarella. Este incidente demuestra ser la última gota en la ya deteriorada relación de Talbot con Betty, y su matrimonio termina posteriormente en divorcio. Culpando el fracaso de su matrimonio en Banner, a quien también trató de ser castigado por un tribunal, Talbot roba el prototipo War Wagon y muere en Japón mientras intentaba destruir a Hulk. Betty admite a Rick Jones después que nunca había dejado de amar a Banner mientras estaba casada con Talbot.
Cuando Betty se entera de que su padre había conspirado con M.O.D.O.K. para matar a Hulk, ella lo acusa de traición. Al darse cuenta de que Betty tenía razón, Ross casi se suicida y luego desaparece.
Banner nuevamente logra un estado en el que puede controlar sus transformaciones y mantener su personalidad e inteligencia normales mientras se encuentra en la forma de Hulk. Pero Betty está molesta porque quiere que Banner se deshaga de Hulk, no lo controle, y lo deja una vez más. Cuando Hulk desaparece de la Tierra por un período prolongado (desterrado por Doctor Strange a la encrucijada, una realidad alternativa / portal inter-dimensional, porque se convirtió en completamente bestial), Betty comienza a salir con un hombre llamado Ramon. Al enterarse de que Hulk había sido avistado en la Tierra una vez más, Betty abandona a Ramon y regresa a la Base Gamma, donde Hulk está sujeto a un proceso que divide a Banner y Hulk en entidades separadas. Creyéndose finalmente curado, Banner le propone matrimonio a Betty, y ella acepta. El padre de Betty aparece en la boda, armado con un arma y exigiendo que el matrimonio no se lleve a cabo antes de dispararle a Rick Jones, quien intenta detenerlo. Betty se enfrenta a su padre, acusándolo de que la domine a lo largo de su vida, así como de llamarlo por su hostilidad hacia Banner a lo largo de los años, y lo obliga a entregar el arma. Finalmente, Banner y Betty se pronuncian marido y mujer.
Sin embargo, Banner comienza a morir como resultado de estar físicamente separado de Hulk. Los dos se fusionan en secreto una vez más. Betty pronto descubre esto. El general Ross más tarde muere ante los ojos de su hija, sacrificando su vida para destruir a un mutante anónimo que casi mata a Betty y Banner en busca de un anfitrión fuerte con quien estar vinculado por parásitos.
Betty se angustia al saber que Banner a veces había desencadenado conscientemente su transformación en el pasado y está dispuesto a convertirse en Hulk para enfrentar amenazas muy amenazantes. Betty deja a su esposo y regresa a Ramón, pero luego cambia de opinión y también abandona a Ramón. Luego es capturada por el Líder, quien la libera después de enterarse de que está embarazada del hijo de Banner, pero después de ser atormentada por las pesadillas de los demonios Pesadilla y D'Spayre, Betty pierde a su bebé por nacer.
Finalmente se reúne con Banner, pero poco después, parece que Hulk perece en una tremenda explosión en Gammatown. Al creer que Banner y Hulk murieron, Betty se va a la ciudad de Nueva York, donde en algún momento comienza a entrenarse para convertirse en monja. Betty pasa algunos meses en un convento para recuperarse de la terrible experiencia, pero finalmente se reúne con Banner. Pasan años viviendo juntos como fugitivos hasta que la Abominación, enemigo de Hulk usa su propia sangre para envenenar a Betty, lo que parece ser el trabajo del propio Hulk (debido a los altos niveles de radiación gamma presente en ambos cuerpos). Betty es puesta en suspensión criogénica por su padre.
En un arco de historia más tarde, Betty es aparentemente revivida por el Líder, se somete a una cirugía que altera considerablemente su apariencia, se le da la fuerza sobrehumana; y por un tiempo ayuda a su marido fugitivo como su contacto sombrío, el Sr. Blue.
Su resurrección se revela más tarde como una alucinación que distorsiona la realidad creada por Pesadilla, quien supuestamente la violó durante su sueño para concebir a su hija, Daydream.

### Red She-Hulk
Durante la historia de "La caída de los Hulks", se revela que Betty Ross fue resucitada por el Líder y M.O.D.O.K. ante las urgencias de su nuevo aliado, su padre Thunderbolt Ross, que previamente había mantenido su cuerpo en estado criogénica. Ella también experimentó el mismo proceso que había convertido a su padre en Red Hulk, que le concedió su poder físico sobrehumano. El malvado Doc Samson también ayuda a Brain a lavar a Betty en un estado extremadamente confuso y agresivo. Los aliados de Ross, conscientes de sus intenciones de traicionarlos, enviar a Betty, como "Red She-Hulk", para ayudar a asesinar a su padre, quién es cazado, la mercenaria Dominó, Después de que él lo vea transformarse de su forma humana. Su encuentro termina con Red She-Hulk pateando a Red Hulk fuera del edificio Empire State Building.
Después de que Ross falsifique su propia muerte, Betty también aparece como ella misma en su "funeral", acompañada por un LMD de Glenn Talbot para vigilarla y controlarla constantemente, y expresa su desconfianza a Bruce debido a su reciente matrimonio con Caiera en Sakaar y su posterior ataque a Manhattan.
Durante la historia de "World War Hulks", después de que Skaar la apuñala con su espada, la nueva She-Hulk vuelve a su forma humana, exponiendo su verdadera identidad. Betty explica cómo fue devuelta a la vida, y le pide a Bruce que le permita morir. Pero cuando Samson llega, la ira de Betty por su traición la transforma de nuevo en Red She-Hulk, sanando así sus heridas. Ahora, una vez más en control de su propia mente, Betty (como Red She-Hulk) ayuda a Bruce / Hulk a reconciliarse con su hijo Skaar. Cuando Bruce gana la delantera en la batalla final contra Ross, Betty se preocupa por su padre, que, combinada con su agresión aumentada cuando se transforma, lleva a un conflicto con el She-Hulk original, que prevalece. Después de que Ross es derrotado y encarcelado, Betty convence a Bruce para que le otorgue a su padre la oportunidad de rehabilitación y redención.
Tras el intento de toma de posesión del líder, Betty le dice a Bruce que ya no están casados, ya que fue declarada legalmente muerta y todos los demás saben que Bruce se había casado con Caiera. Pero en la última serie, la familia Hulk derrota a Fin Fang Foom. Después, Betty y Bruce reanudan su relación romántica, pero se pone inestable cuando Bruce se obsesiona con recuperar el poder de Hulk.
Durante la historia de "Fear Itself", Red She-Hulk viajó a Brasil, junto con Spider-Woman, Ms. Marvel y Protector, para luchar contra Hulk, quien se transformó en Nul: Breaker of Worlds. Más tarde se recibe una espada encantada asgardiana de Iron Man y se une a los héroes en la batalla final contra la Serpiente y sus fuerzas. Después de la batalla, las armas de Stark-Asgardianas fueron devueltas a Asgard para ser derretidas, pero Red She-Hulk guardó su espada.
Siguiendo el argumento del "Pecado Original", el personaje de Hulk surge como resultado de un intento de asesinar a Bruce y los esfuerzos para salvar su vida usando el virus Extremis. Este nuevo Hulk, que se llama a sí mismo "Doc Verde", decide que los superhumanos propulsados por rayos gamma son una amenaza para la humanidad que debe ser eliminada. Betty se desesperó de Red She-Hulk y se curó de su locura y su mutación por parte de Doc Verde, aunque es discutible si esto será permanente, ya que Banner nunca ha podido curarse a sí mismo ni a ningún mutado de rayos gamma hasta la fecha de forma permanente. Pero se dio cuenta de que había cometido el mismo error que Bruce; ella había creado un monstruo.
Durante la historia de "Civil War II", Betty Ross estuvo entre las personas que se enteraron de la muerte de Bruce Banner y terminaron de llorar en su funeral.

### Volviéndose Harpy de nuevo
Poco después de la resurrección de Bruce durante el arco "Sin rendición", visitó la casa de Betty poco después del funeral de su padre y le explicó que no la había contactado durante meses debido a la agitación emocional. Mientras hablaban, Bushwacker, un agente de las operaciones de Hulk de los EE. UU., los estaba observando y tenía la orden de monitorear a Bruce y posiblemente matarlo. Aunque Bushwacker fue ordenado por el general Reginald Fortean para no disparar, Bushwacker ignoró la orden y disparó su arma. Sin embargo, involuntariamente golpeó a Betty en la cabeza. Bruce se transformó en Hulk y fue tras Bushwacker, pero el Doc Samson detuvo a Hulk, lo que permitió que Bushwacker escapara. Cuando Hulk y Samson regresaron a su casa, su cuerpo había desaparecido. Más tarde se reveló que se transformó en una variación roja de Harpy cuando se enfrentó a Jackie McGee sobre dónde está Hulk. Harpy y Jackie rastrean a Hulk hasta Reno, Nevada, donde está luchando contra el sujeto B de Rick Jones. Harpy es testigo de que mercenarios de las operaciones de Hulk de EE. UU. Matan a un civil y Harpy los mutila. Jackie confrontó a Harpy sobre esta acción a la que Harpy citó "Pero este soy yo". Después de recordar su relación tóxica con Hulk, Harpy llegó al lugar donde el Sujeto B ha usado su ataque ácido para cegar a Hulk y derretir sus extremidades. Después de escuchar la voz de Betty, Hulk le ruega que la ayude. Harpy usa sus garras para rasgar el cofre de Hulk. Cuando Hulk le pregunta por qué Betty no está actuando como su amiga, Harpy piensa "Este soy yo" mientras arranca el corazón de Hulk y se lo come. Esto causó que el Sujeto B de Rick Jones atacara a Harpy de Betty Ross. Hulk revive lo suficiente como para regenerar sus extremidades y golpear al Sujeto B. Harpy continúa su ataque contra el Sujeto B y le desgarra el estómago para evitar que emita ácido. Durante la pelea entre el Sujeto B y Harpy, Hulk puso a Jackie McGee a salvo cuando llegaron dos Vagones de Guerra enviados por Reginald Fortean. Cuando estaba en el aire, Harpy dejó caer al Sujeto B sobre uno de los Vagones de Guerra mientras Hulk destruía los Vagones de Guerra. Con Rick a remolque después de ser arrancado del cuerpo del Sujeto B, Hulk, Harpy y Jackie huyeron del área cuando Hulk vio que Gamma Flight se acercaba. Algunos días después, Betty aprendió a controlar su transformación Harpy y decidió no estar en su forma humana cerca de Hulk. Después de que Rick Jones revivió por completo, les contó sobre la base de la Operación Hulk de EE. UU. En Groom Lake en el Área 51. Harpy se une a Hulk, Rick y Jackie McGee para asaltar la base de la Operación Hulk de EE. UU. Mientras Hulk y Gamma Flight luchan contra el general Fortean y los soldados de las operaciones de Hulk de los EE. UU., Harpy ayudó a Rick y Jackie McGee donde encontraron al mutante gamma Delbert Frye en una habitación con el científico y el científico principal de las operaciones de Hulk de los EE. UU., la Dra. Charlene McGowan.

## Poderes y habilidades

### Harpy
Como Harpy, Betty tenía fuerza sobrehumana, resistencia, velocidad y durabilidad con la que eran suficientes para luchar contra Hulk. También tenía alas grandes como pájaros de su espalda que solía volar a altas velocidades por el aire y realizar ataques aéreos. Además, podía proyectar explosiones de energía nuclear y tenía garras afiladas que eran lo suficientemente fuertes como para cortar metal o llevar objetos pesados.

### Red She-Hulk
Como Red She-Hulk, Betty tiene una enorme fuerza sobrehumana, resistencia, durabilidad y un factor de curación que le permite sobrevivir fácilmente lo que sería fatal para los humanos, como heridas en la pierna y en el abdomen por las garras de Wolverine. Al igual que su exesposo, el nivel de fuerza de Betty es tan vasto que deforma las leyes de la física incluso más que el estándar para otros personajes en la misma continuidad ficticia, por ejemplo, lo que le permite abrirse camino a través de barreras dimensionales entre diferentes universos. Sin embargo, fue derrotada fácilmente por la She-Hulk original, principalmente debido a su falta de experiencia. Ella comparte la capacidad de Red Hulk para absorber energía, como la radiación gamma de otros Hulks, convirtiendo a esos seres en formas humanas, y al menos temporalmente impulsándose a sí misma. Según Banner, había planes para eliminar esta habilidad mediante el mismo proceso que eliminó a los Red Hulk basándose en el hecho de que esta habilidad tarde o temprano la mataría. También como su padre, Red She-Hulk tiene sangre amarilla, produce energía amarilla en sus ojos cuando está enojada, y puede descargar energía al tocarla. Red She-Hulk puede volver a su forma humana si de repente se asusta o asusta, aunque puede volver a su forma de Hulk a voluntad. Como Red She-Hulk, todavía mantiene el control de su humanidad, aunque si está extremadamente enojada puede convertirse en "Hulk puro", aumentando aún más su fuerza pero perdiendo el control de su mente.
Red She-Hulk lleva una gran espada que cariñosamente llama su "gran espada de culo". La espada, forjada por Tony Stark, está fabricada con tecnología de repulsión de Industrias Stark y uru metal encantado de Asgard y fue entregada por primera vez a Red She-Hulk durante la historia de "Fear Itself" junto con armas similares otorgadas a otros héroes para derrotar a Cul. "La Serpiente", el hermano olvidado de Odín. Mientras que las otras armas finalmente se devuelven y se funden al final de la historia, Red She-Hulk logra aferrarse a la de ella. La espada es tomada más tarde por una máquina global masiva llamada "El Terranómetro" durante el infierno No tiene furia. El arco de la historia se mantiene allí hasta que Red She-Hulk sea capaz de evitar que el gobierno de EE. UU. cree inadvertidamente un futuro distópico en el que los súper soldados mejorados con rayos gamma se apoderen de la Tierra.

## Otras versiones

### Heroes Reborn
En el Universo Heroes Reborn creado durante la historia de 1996-1997 por Franklin Richards tras la crisis de Onslaught, Betty, conocida como Liz Ross, se desempeñó como jefa de seguridad de Stark International. Como resultado, ella tomó Iron Man. Es por cita evidente a medida que la guardia personal de Tony Stark como un insulto personal, y también estuvo presente cuando Bruce Banner fue expuesto a la radiación gamma que lo convertiría en Hulk (El mismo accidente que resultó en Stark ponerse la armadura de Iron Man en el primer lugar). Poco antes de que los héroes regresaran a su mundo, se reveló que Liz estaba muriendo de cáncer como resultado de la exposición a rayos gamma, y Banner se vio particularmente afectado por las noticias de la enfermedad en la medida en que regresó de Hulk para abrazarla. después de conocer su condición.

### House of M
En el universo alternativo visto en la historia de House of M 2005, Betty Ross está casada con el comandante Glenn Talbot.

### Ultimate Marvel
En Ultimate Marvel, Betty Ross sigue siendo la hija del General "Thunderbolt" Ross. Ella era la compañera de cuarto de la universidad de Janet van Dyne. Obtuvo un título en comunicaciones en Berkeley y salió con Bruce Banner hasta que sus intentos fallidos de descifrar el problema de los súper soldados lo convirtieron en Hulk.
Cuando se formaron los Ultimates, se convirtió en su Directora de Comunicaciones / Oficial de Relaciones Públicas. Después de ser rechazado por Betty, Bruce respondió inyectándose una versión de la fórmula de Hulk que incorporó la sangre del Capitán América recientemente descubierta, y se convirtió en un alboroto como Hulk, durante el cual mató a más de 800 civiles. Durante su juicio, Betty declaró su amor por Bruce, que finalmente fue declarado culpable y sentenciado a muerte, pero Bruce escapó de la bomba nuclear destinada a ejecutarlo al convertirse en Hulk y escapar. Bruce regresó durante la miniserie de Ultimates 2 después de que Fury, el presidente de los Estados Unidos, Washington D. C. y Nueva York habían sido capturados por los Libertadores. Bruce, ahora exhibiendo un mayor control sobre sus transformaciones, ayudó a repeler a los Libertadores, y Betty fue vista atendiendo a un exhausto Bruce después de la batalla con los Libertadores y Loki en Washington D. C..
En la miniserie de Ultimate Wolverine vs. Hulk, Nick Fury envía a Wolverine para encontrar y matar a Hulk, pero su batalla fue interrumpida por She-Hulk luego de que Betty se inyectara el suero Hulk. Fury revela que S.H.I.E.L.D. está trabajando para mantener sus transformaciones bajo control, y encarcelada en el Cubo.

## Adaptaciones a otros medios

### Televisión
- La primera aparición de Betty Ross en televisión fue en la parte de "The Incredible Hulk" de los Marvel Super Heroes de 1966, con la voz de Maxine Miller.[60]
- Betty Ross aparece como un personaje principal en la serie animada de 1982 The Incredible Hulk, con la voz de BJ Ward.
- Betty Ross aparece como protagonista principal en la serie animada de 1996 The Incredible Hulk, interpretada primero por Genie Francis en los primeros seis episodios y por Philece Sampler en episodios posteriores.[61]Ella juega un papel importante en la primera temporada, pero en la segunda temporada su papel se reduce significativamente.
- Betty Ross aparece en la nueva serie de Hulk and the Agents of S.M.A.S.H., segunda temporada (2014), episodio 17, "El Día de Banner", con la voz de Misty Lee.[61][62]Ella trabaja en una instalación en el Ártico y se encuentra con Hulk, She-Hulk (como amiga de Betty), A-Bomb (viendo que es Rick Jones), conoce a Skaar y se reencuentra con su padre que es Red Hulk. Ayuda a Hulk usando una máquina que absorbe la radiación gamma al convertirlo en Bruce Banner y sale en una cita con él, hasta que las naves Kree de Ronan el Acusador llegan a la Tierra en exigir que entreguen a los Hulks o la Tierra será destruida. Luego de que los Hulks fueran capturados, Betty le da a Bruce un suero gamma para convertirse de nuevo en Hulk en enfrentar a Ronan, y al final sabe que no volverá a ser Bruce Banner. Aunque la forma de Red Hulk de su padre aparece en esta serie, no hay ninguna indicación de que Betty tenga acceso a la forma o poderes de Red She-Hulk en esta serie.
- Betty Ross aparece de cameo en Avengers: Ultron Revolution, episodio 8, "Deshulkado".

### Cine
- Betty Ross aparece en la película de acción en vivo 2003 Hulk, interpretada por Jennifer Connelly como una adulta y por Rhiannon Leigh Wryn como niña.[63][64]Esta versión es amiga y colega de Bruce Banner en Berkeley y ex amante de Glenn Talbot.
- Betty Ross aparece en los animados directa al vídeo películas de Ultimate Avengers y Ultimate Avengers 2, con la voz de Nan McNamara.[61]
- Una versión anterior de Betty Ross, aparece en la película de animación directa por video Next Avengers: Héroes del Mañana, con la voz de Nicole Oliver.[61]
- Betty Ross aparece en la película de animación directa por video Hulk vs Thor, nuevamente la voz de Nicole Oliver.[61]
- Betty Ross / Red She-Hulk aparece en Lego Marvel Avengers: Code Red, con la voz de Laura Post.[65]

### Universo cinematográfico de Marvel
Betty Ross aparece en medios ambientados en el Universo Cinematográfico de Marvel (UCM), interpretada por Liv Tyler. Esta versión es una bióloga celular que trabaja en la Universidad de Culver y que, junto con Bruce Banner, fueron reclutados por el ejército de los EE. UU. para una investigación ultrasecreta de mejora de la fuerza biotecnológica que convertiría a Banner en Hulk.
- Ross aparece en la película de 2008 The Incredible Hulk.[66][67]
- Betty Ross no aparece físicamente en Avengers: Infinity War (2018), el codirector Joe Russo confirmó que ella estaba entre los muertos durante El Blip.[68][69][70][71]
- En Avengers: Endgame (2019), Betty es resucitada por Hulk al usar las Gemas del Infinito con el fin de deshacer el chasquido pero no hace ningún acto de presencia.
- Betty Ross aparece en el episodio de la serie de Disney+ What If...? (2021), "What If... the World Lost Its Mightiest Heroes?", con la voz de Stephanie Panisello.[72]
- Tyler vuelve a interpretar su personaje físicamente enCaptain America: Brave New World (2025).[5] En la cual visita a su padre Thunderbolt Ross en la prisión.

### Videojuegos
- Betty Ross aparece en el juego relacionado con la película Hulk, con la voz de Katie Bennison.[61]
- Betty Ross aparece en la adaptación del videojuego de The Incredible Hulk, con la voz de Liv Tyler.[61]
- Betty Ross/Red She-Hulk y sus formas Ultimate She-Hulk aparecen como aspectos alternativos para She-Hulk en Marvel vs. Capcom 3: Fate of Two Worlds y Ultimate Marvel vs. Capcom 3.
- Betty Ross/Red She-Hulk es un personaje jugable en Marvel Super Hero Squad Online, con la voz de Grey DeLisle.[73]
- Betty Ross/Red She-Hulk aparece como un personaje jugable en Marvel: Avengers Alliance.[74]
- Betty Ross/Red She-Hulk aparece en Lego Marvel's Avengers y Lego Marvel Super Heroes 2.[75]
- Betty Ross/Red She-Hulk aparece como un personaje jugable en Marvel Future Fight.[76]

### Misceláneas
- Betty Ross aparece en Ultimate Wolverine vs. Hulk, con la voz de Heather Doerksen.[61]